# 慈竹
慈竹（学名：Bambusa emeiensis）为禾本科簕竹属下的一个种。本种广泛分布在中国西南各省。秆高8-13cm，直径3-10cm。是中国栽培最为广泛的竹种之一，分布于陕西南部至四川、贵州、云南等省，尤以四川最丰富，发笋量大，产量高。本种常用于编织和造纸。模式标本采自四川峨眉山。